# Thunder de Bloomington
Le Thunder de Bloomington était une franchise de hockey sur glace basée à Bloomington dans l'État de l'Illinois aux États-Unis.

## Historique
À la suite du démantèlement du Prairie Thunder de Bloomington au terme de la saison 2010-11, de nouveaux investisseurs obtiennent une franchise d'expansion dans la Ligue centrale de hockey. La franchise n'est donc pas considérée comme la continuité du Prairie Thunder. Le club évolue dans le même amphithéâtre soit le U.S. Cellular Coliseum.
Après deux saisons dans la LCH, le Blaze change de nom pour le Thunder et part jouer dans la Southern Professional Hockey League à partir de la saison 2013-2014.